# بايبرد
مدينة بايبرد هي عاصمة محافظة بايبرد تقع في شمال شرق تركيا ويبلغ تعداد سكانها حوالي 32,285 نسمة.

## المناخ
يظهر الجدول التالي التغييرات المناخية على مدار السنة لبايبرد:
| البيانات المناخية لـبايبرد                        | البيانات المناخية لـبايبرد | البيانات المناخية لـبايبرد | البيانات المناخية لـبايبرد | البيانات المناخية لـبايبرد | البيانات المناخية لـبايبرد | البيانات المناخية لـبايبرد | البيانات المناخية لـبايبرد | البيانات المناخية لـبايبرد | البيانات المناخية لـبايبرد | البيانات المناخية لـبايبرد | البيانات المناخية لـبايبرد | البيانات المناخية لـبايبرد | البيانات المناخية لـبايبرد |
| الشهر                                             | يناير                      | فبراير                     | مارس                       | أبريل                      | مايو                       | يونيو                      | يوليو                      | أغسطس                      | سبتمبر                     | أكتوبر                     | نوفمبر                     | ديسمبر                     | المعدل السنوي              |
| ------------------------------------------------- | -------------------------- | -------------------------- | -------------------------- | -------------------------- | -------------------------- | -------------------------- | -------------------------- | -------------------------- | -------------------------- | -------------------------- | -------------------------- | -------------------------- | -------------------------- |
| الدرجة القصوى °م (°ف)                             | 10.3 (50.5)                | 13.9 (57.0)                | 21.2 (70.2)                | 25.3 (77.5)                | 29.6 (85.3)                | 32.4 (90.3)                | 36.2 (97.2)                | 37.1 (98.8)                | 33.3 (91.9)                | 28.8 (83.8)                | 20.0 (68.0)                | 18.2 (64.8)                | 37.1 (98.8)                |
| متوسط درجة الحرارة الكبرى °م (°ف)                 | −1.3 (29.7)                | 0.2 (32.4)                 | 5.4 (41.7)                 | 12.7 (54.9)                | 18.0 (64.4)                | 22.4 (72.3)                | 26.9 (80.4)                | 27.3 (81.1)                | 23.3 (73.9)                | 16.7 (62.1)                | 8.6 (47.5)                 | 1.7 (35.1)                 | 13.5 (56.3)                |
| المتوسط اليومي °م (°ف)                            | −6.5 (20.3)                | −5.3 (22.5)                | 0.0 (32.0)                 | 7.0 (44.6)                 | 11.7 (53.1)                | 15.4 (59.7)                | 19.0 (66.2)                | 18.8 (65.8)                | 14.7 (58.5)                | 9.2 (48.6)                 | 2.6 (36.7)                 | −3.2 (26.2)                | 7.0 (44.5)                 |
| متوسط درجة الحرارة الصغرى °م (°ف)                 | −10.9 (12.4)               | −9.8 (14.4)                | −4.5 (23.9)                | 1.7 (35.1)                 | 5.5 (41.9)                 | 8.2 (46.8)                 | 11.0 (51.8)                | 10.8 (51.4)                | 7.1 (44.8)                 | 3.4 (38.1)                 | −1.9 (28.6)                | −7.1 (19.2)                | 1.1 (34.0)                 |
| أدنى درجة حرارة °م (°ف)                           | −31.3 (−24.3)              | −27.6 (−17.7)              | −28.3 (−18.9)              | −12.7 (9.1)                | −4.4 (24.1)                | −1.6 (29.1)                | 0.2 (32.4)                 | 2.4 (36.3)                 | −2.1 (28.2)                | −10.6 (12.9)               | −23.6 (−10.5)              | −29.0 (−20.2)              | −31.3 (−24.3)              |
| الهطول مم (إنش)                                   | 26.5 (1.04)                | 28.2 (1.11)                | 39.7 (1.56)                | 62.8 (2.47)                | 68.6 (2.70)                | 52.0 (2.05)                | 20.6 (0.81)                | 14.2 (0.56)                | 20.7 (0.81)                | 44.4 (1.75)                | 34.2 (1.35)                | 28.8 (1.13)                | 440.7 (17.34)              |
| متوسط أيام هطول الأمطار                           | 11.2                       | 10.9                       | 12.4                       | 13.9                       | 15.4                       | 10.5                       | 5.1                        | 4.3                        | 4.7                        | 8.7                        | 9.1                        | 10.7                       | 116.9                      |
| المصدر: Devlet Meteoroloji İşleri Genel Müdürlüğü |                            |                            |                            |                            |                            |                            |                            |                            |                            |                            |                            |                            |                            |

## توأمة
لبايبرد اتفاقيات توأمة مع كل من:
- برث
- فارنا
- علي صبيح

## أعلام
- واصب شاهين
- سيردار أورتشين
- أونور شيبال
- أوندر شيبال
- جورج مارديكيان